# Richard Bulkeley (4e vicomte Bulkeley)
Pour les articles homonymes, voir Richard Bulkeley (3e vicomte Bulkeley), Richard Bulkeley (5e vicomte Bulkeley) et Bulkeley.
Richard Bulkeley, 4e vicomte Bulkeley (19 septembre 1682 - 4 juin 1724), de Baron Hill, à Anglesey, est un homme politique gallois conservateur qui siège à la Chambre des communes entre 1704 et 1724. Il est extrêmement colérique et provoque plusieurs conflits personnels et familiaux avec les chefs whig locaux.

## Jeunesse
Il est le fils aîné de Richard Bulkeley (3e vicomte Bulkeley) et de son épouse Mary Egerton, fille de Philip Egerton d’Oulton, Cheshire. Il est admis au Christ's College de Cambridge en 1698 et obtient une maîtrise en 1700. Il épouse Bridget Bertie, fille de James Bertie (1er comte d'Abingdon), en 1703,. Il devient vicomte Bulkeley à la mort de son père en 1704.

## Carrière
Il exerce les fonctions de connétable du Château de Beaumaris de 1702 à 1716. Il est élu député d'Anglesey à la suite du décès de son père lors d'une élection partielle le 30 novembre 1704 et lors des Élections générales anglaises de 1705. Le 25 octobre 1705, il vote contre le candidat de la Cour à la présidence. En 1706, il est nommé Custos Rotulorum d'Anglesey et occupe ce poste jusqu'en 1715. Il est connu pour son arrogance et son tempérament violent. En 1708, lui et sa famille participent à divers différends avec les chefs whig locaux. Owen Hughes, un des principaux whig, loue un ferry sous le contrôle de Bulkeley. Lors de son renouvellement en 1706, Bulkeley, avec le soutien du Trésor, le confie à des opérateurs rivaux. Hughes réplique en se plaignant que Bulkeley a négligé l'entretien du château de Beaumaris, pour lequel il a reçu une légère réprimande du Trésor. Bulkeley a une autre dispute avec le sergent John Hooke, un ennemi de longue date, au sujet du conseil, sous le contrôle de Bulkeley.
Lors des Élections générales britanniques de 1708, il se présente à Anglesey et bat son adversaire Whig, Owen Meyrick. Le conflit acharné entre Bulkeley et les Whigs se poursuit au Parlement, où il est un député inactif mais vote contre la destitution du docteur Sacheverell en 1710. Lors de l'élection générale britannique de 1710, Bulkeley est réélu sans opposition en tant que député d'Anglesey. Sous le gouvernement Harley, il figure sur la liste des «patriotes dignes» qui dénoncent la mauvaise gestion du ministère précédent et sur celui des «patriotes conservateurs» qui s'opposent à la poursuite de la guerre. Il est également membre du club d'octobre. Il vote pour le projet de loi sur le commerce français le 18 juin 1713 et est par la suite récompensé par le poste de connétable du château de Caernarvon. À ce moment-là, il est soupçonné d'être un jacobite et plusieurs de ses correspondances vers 1713 et 1714 témoignaient de sympathies jacobites. Il est réélu député d'Anglesey aux élections générales britanniques de 1713, mais perd son siège aux élections générales britanniques de 1715. Il perd toutes ses fonctions publiques deux ans après l'arrivée des Hanovre.
Il est soupçonné d'être jacobite au moment de la rébellion de 1715 et ses serviteurs sont par la suite mis en garde contre le fait de boire la santé du prétendant. En 1721, lui et son ami Watkin Williams-Wynn brûlent des images du roi et de sa famille. Avec l’aide de Williams-Wynn, il est de nouveau élu député d’Anglesey aux élections générales britanniques de 1722 .

## Famille
Bulkeley décède à Bath, le 4 juin 1724. Lui et sa femme ont huit enfants
- Richard Bulkeley (5e vicomte Bulkeley) (1707-1738), qui lui succède comme cinquième vicomte, épouse Jane, fille de Lewis Owen, de Peniarth, Merionethshire, sans descendance.
- James Bulkeley (6e vicomte Bulkeley) (1717-1752), qui lui succède comme sixième vicomte, épouse Emma, fille de Thomas Rowlands of Caerau, Anglesey, et Nant, Caernarfonshire
- Bridget, morte célibataire
- Eleanor, mariée à George Harvey de Teddington, Oxford
- Anne, mariée à William Bertie, frère de Willoughby Bertie (3e comte d'Abingdon) et petit-fils de James Bertie (1er comte d'Abingdon)
- Elizabeth, mariée à William Price de Bulace
- Lumley
- Sarah